# 杉山明子
杉山 明子（すぎやま あきこ、1978年1月15日 - ）は、フリーアナウンサー。静岡県出身。
現在は、「杉山加織」として群馬県にて活動中。

## レギュラー番組
- 1998年9月～1999年10月：MXテレビ『杉山明子 MUSIC SPACE』（土曜日）終了
- 2004年4月～：JFNC『good morning! That's wakeman show』（火曜5時台担当）終了
- 2004年10月～：ラジオ放送『Various label Selection』終了
- 2005年4月～2008年3月：ちばテレビ『朝まるJUST』（木・金担当）終了
- 2006年6月～：ラジオNIKKEI『中央競馬実況中継・第1放送』（土・日）不定期アシスタント（土曜日に当たる場合は午前中のパーソナリティーも兼務）
- 2006年10月～：テレビ東京『朝はビタミン!』（火曜日“食と健康”コーナーレポーター）終了
- 2006年10月～：JFNC『Lovers Music』DJ　終了
- 2011年4月～2012年3月：ちばテレビ『ザ・サンデー千葉市』進行　終了